# Johan Olsen
Johan P. Olsen (geboren op 14 augustus 1939) is een Noors politiek wetenschapper. Hij was een professor aan de universiteit van Bergen en lid van de Noorse Onderzoeksraad. Hij zette de stichting ARENA (Vrij vertaald: Geavanceerd onderzoek over de Europeanisering van de natie) in 1994 op.
Olsen is een van de ontwikkelaars van het systemische-anarchistische perspectief van organisatorische besluitvorming, bekend als het vuilnisbakmodel. Hij is een prominent denker en schrijver over een breed scala aan onderwerpen, zoals het nieuwe institutionalisme en de Europeanisering.
Momenteel werkt hij als professor emeritus bij ARENA.